# Беренгер Рамон II (граф Барселоны)
Беренге́р Рамо́н (Раймо́н) II Братоуби́йца (кат. Berenguer Ramon II el Fratricida, исп. Ramón Berenguer II el Fratricida; ок. 1054 — 1097/1099, Палестина) — граф Барселоны, Жироны, Осоны, Каркасона и Разе 1076—1097 (до 1082 года вместе с братом Рамоном Беренгером II), сын Рамона Беренгера I Старого, графа Барселоны, и Альмодис де Ла Марш.

## Биография
Согласно завещанию отца Рамон Беренгер и его брат-близнец Беренгер Рамон II должны были править в графствах совместно. Все владения и имущество они должны были поделить поровну. При этом каждый из братьев должен был полгода жить в графском дворце, после чего уступать место другому. Только доходы оставались неделимыми и поступали в общую графскую казну.
Однако вскоре после вступления в наследство между братьями началась вражда, поскольку Рамон Беренгер не захотел делить наследство с братом. Только вмешательство папы римского Григория VII заставило в конце 1077 года пойти Рамона Беренгера на уступки. В 1078 году Рамон Беренгер уступил своему брату дань, которую их отцу платил эмир Лериды. В 1080 году Рамон Беренгер передал брату также половину замков Бербера, Блейда и половину графств Каркассон и Разе.
В 1081 году в Барселону прибыл знаменитый Родриго Диас де Вивар, больше известный под прозвищем Сид Кампеадор, поссорившийся с королём Кастилии и Леона Альфонсо VI. Он предложил помощь в борьбе против мусульманских правителей в Испании, однако наткнулся на нестерпимое пренебрежение. В итоге Сид уехал из Барселоны и поступил на службу к эмиру Сарагосы. Братья же заключили союз с правителем Лериды. В 1082 году Беренгер Рамон в битве при Альменаре был разбит сарагосской армией под командой Сида и попал в плен, где пробыл несколько месяцев.
5 декабря 1082 года Рамон Беренгер был убит на охоте в лесу Перша-дель-Астор неизвестными. Молва приписала организацию убийства его брату, Беренгеру Рамону II, который получил после этого прозвище Братоубийца (исп. el Fratricida). После этого Беренгер Рамон II стал единоличным правителем графства.
Об этом времени его правления известно мало. В начале 1090 года Беренгер Рамон был снова разбит Сидом в битве у Эль Пиньяра, опять попав в плен. Освобождён он был только после уплаты громадного выкупа. А в 1096 году на него пошёл войной король Кастилии и Леона Альфонсо VI, обвинивший Беренгера в убийстве брата. Для установления истины был организован судебный поединок, в котором Беренгер проиграл. После этого Беренгер Рамон в 1097 году отрёкся от владений и в качестве епитимии отправился в Иерусалим то ли паломником, то ли вместе с участниками Первого крестового похода, где и погиб до 1099 года. А власть в Барселоне была передана его племяннику, Рамону Беренгеру III.